# Agatha van Normandië
Agatha van Normandië (-1080) was een dochter van Willem de Veroveraar en van Mathilde van Vlaanderen. Zij trouwde voor 1074 in Caen met Alfons VI van Castilië. Zij stierf voor 1080 en is begraven in de kathedraal van Bayeux.
| Voorouders van Adela van Engeland (-1080) | Voorouders van Adela van Engeland (-1080)                                    | Voorouders van Adela van Engeland (-1080)                                    | Voorouders van Adela van Engeland (-1080)                                    | Voorouders van Adela van Engeland (-1080)                                    | Voorouders van Adela van Engeland (-1080)                                     | Voorouders van Adela van Engeland (-1080)                                     | Voorouders van Adela van Engeland (-1080)                                    | Voorouders van Adela van Engeland (-1080)                                    |
| ----------------------------------------- | ---------------------------------------------------------------------------- | ---------------------------------------------------------------------------- | ---------------------------------------------------------------------------- | ---------------------------------------------------------------------------- | ----------------------------------------------------------------------------- | ----------------------------------------------------------------------------- | ---------------------------------------------------------------------------- | ---------------------------------------------------------------------------- |
| Overgrootouders                           | Richard II van Normandië (963–1026) ∞ 1000 Judith van Bretagne (982-1017)    | Richard II van Normandië (963–1026) ∞ 1000 Judith van Bretagne (982-1017)    | ? (-) ∞ ? (–)                                                                | ? (-) ∞ ? (–)                                                                | Boudewijn IV van Vlaanderen (980–1035) ∞ 1012 Otgiva van Luxemburg (986-1030) | Boudewijn IV van Vlaanderen (980–1035) ∞ 1012 Otgiva van Luxemburg (986-1030) | Robert II van Frankrijk (972-1031) ∞ Constance van Arles (986–1034)          | Robert II van Frankrijk (972-1031) ∞ Constance van Arles (986–1034)          |
| Grootouders                               | Robert de Duivel (1000/1010-1035) ∞ Herleva (1015-1050)                      | Robert de Duivel (1000/1010-1035) ∞ Herleva (1015-1050)                      | Robert de Duivel (1000/1010-1035) ∞ Herleva (1015-1050)                      | Robert de Duivel (1000/1010-1035) ∞ Herleva (1015-1050)                      | Boudewijn V van Vlaanderen (1013-1067) ∞ 1028 Adela van Mesen (1116-1165)     | Boudewijn V van Vlaanderen (1013-1067) ∞ 1028 Adela van Mesen (1116-1165)     | Boudewijn V van Vlaanderen (1013-1067) ∞ 1028 Adela van Mesen (1116-1165)    | Boudewijn V van Vlaanderen (1013-1067) ∞ 1028 Adela van Mesen (1116-1165)    |
| Ouders                                    | Willem de Veroveraar (±1028–1087) ∞ 1051 Mathilde van Vlaanderen (1031-1083) | Willem de Veroveraar (±1028–1087) ∞ 1051 Mathilde van Vlaanderen (1031-1083) | Willem de Veroveraar (±1028–1087) ∞ 1051 Mathilde van Vlaanderen (1031-1083) | Willem de Veroveraar (±1028–1087) ∞ 1051 Mathilde van Vlaanderen (1031-1083) | Willem de Veroveraar (±1028–1087) ∞ 1051 Mathilde van Vlaanderen (1031-1083)  | Willem de Veroveraar (±1028–1087) ∞ 1051 Mathilde van Vlaanderen (1031-1083)  | Willem de Veroveraar (±1028–1087) ∞ 1051 Mathilde van Vlaanderen (1031-1083) | Willem de Veroveraar (±1028–1087) ∞ 1051 Mathilde van Vlaanderen (1031-1083) |